# OpenCourseWare
OpenCourseWare (OCW) est un projet destiné à mettre gratuitement en ligne des cours de niveau universitaire, de la même façon que les logiciels libres le sont. Généralement, les cours viennent avec une licence de distribution et de modification peu restrictive, souvent une licence Creative Commons.

## Histoire
Il englobe le MIT OpenCourseWare, projet lancé en 2001 par le Massachusetts Institute of Technology (MIT) dans le but de mettre en ligne tout le matériel éducatif utilisé dans le cadre des cours donnés au MIT, qu'ils soient de niveau licence, maîtrise ou doctoral. De plus, le MIT s'est engagé à mettre gratuitement en ligne tout le matériel qu'il utilise, la date butoir étant la fin de 2007. 
Le MIT a rencontré deux obstacles majeurs lors de la mise en œuvre du projet : 
1. Déterminer tous les auteurs du matériel ;
2. Convertir au format électronique ce matériel.

Le personnel et les facultés ne se sont pas opposés au projet. Ils ont retenu leur droit d'auteur, ce qui explique en partie pourquoi ils ne se sont pas opposés à la distribution gratuite des cours.
En 2005, plusieurs établissements ont initié des projets de même nature que celui du MIT et ont décidé de former le (en) OpenCourseWare Consortium, qui s'est donné pour mission d'augmenter le matériel disponible, tout en en favorisant une distribution plus large dans une perspective à long terme. À ce jour on y retrouve (en plus du MIT) Harvard, ParisTech, l'université de Pékin et l'université de Kyoto. 
Le contenu est variable suivant les cours. Certains contiennent seulement le plan du cours et des références bibliographiques tandis que d'autres contiennent même des vidéos des professeurs enseignant en classe.